# Departament de Diourbel
El departament de Diourbel és una divisió administrativa del Senegal, a la regió de Diourbel, que té com a únic municipi i centre administratiu la ciutat de Diourbel.
Es divideix en dos districtes (arrondissements):
- Districte d'Ndindy
- Districte d'Ndoulo